# Cristóbal Rabelo
Cristóbal Rabelo (o Rebelo o Rebello) fue un criado de Fernando de Magallanes, natural de Oporto, con quien embarcó en la Trinidad en septiembre de 1519 y asistió al descubrimiento de Filipinas.
Al llegar a estas islas, que entonces fueron llamadas de San Lázaro, iba de capitán de la nao Victoria. Tomó parte en la lucha con los indios de Mactán y peleando con ellos murió al lado de Magallanes el 27 de abril de 1521.
Este insigne nauta profesó a Rabelo gran estimación, como lo prueba el que en el testamento le hiciera un legado de 30000 maravedíes.